# Inglaterra en la Eurocopa 2024
La selección de fútbol de Inglaterra fue uno de los 24 equipos participantes en la Eurocopa 2024, torneo que se disputó en Alemania entre el 14 de junio y el 14 de julio de 2024.

## Clasificación
| Equipo              | Pts | PJ | PG | PE | PP | GF | GC | Dif |
| ------------------- | --- | -- | -- | -- | -- | -- | -- | --- |
| Inglaterra          | 20  | 8  | 6  | 2  | 0  | 22 | 4  | +18 |
| Italia              | 14  | 8  | 4  | 2  | 2  | 16 | 9  | +7  |
| Ucrania             | 14  | 8  | 4  | 2  | 2  | 11 | 8  | +3  |
| Macedonia del Norte | 8   | 8  | 2  | 2  | 4  | 10 | 20 | -10 |
| Malta               | 0   | 8  | 0  | 0  | 8  | 2  | 20 | -18 |

     — Clasificado para la Eurocopa 2024.

     — Play off para la Eurocopa 2024.

### Partidos
| Fecha                   | Ciudad     | Jornada |                     |                                | Resultado |                                |                     |
| ----------------------- | ---------- | ------- | ------------------- | ------------------------------ | --------- | ------------------------------ | ------------------- |
| 23 de marzo de 2023     | Nápoles    | 1       | Italia              | Bandera de Italia              | 1:2 (0:2) | Bandera de Inglaterra          | Inglaterra          |
| 26 de marzo de 2023     | Londres    | 2       | Inglaterra          | Bandera de Inglaterra          | 2:0 (2:0) | Bandera de Ucrania             | Ucrania             |
| 16 de junio de 2023     | La Valeta  | 3       | Malta               | Bandera de Malta               | 0:4 (0:3) | Bandera de Inglaterra          | Inglaterra          |
| 19 de junio de 2023     | Mánchester | 4       | Inglaterra          | Bandera de Inglaterra          | 7:0 (3:0) | Bandera de Macedonia del Norte | Macedonia del Norte |
| 9 de septiembre de 2023 | Breslavia  | 5       | Ucrania             | Bandera de Ucrania             | 1:1 (1:1) | Bandera de Inglaterra          | Inglaterra          |
| 17 de octubre de 2023   | Londres    | 8       | Inglaterra          | Bandera de Inglaterra          | 3:1 (1:1) | Bandera de Italia              | Italia              |
| 17 de noviembre de 2023 | Londres    | 9       | Inglaterra          | Bandera de Inglaterra          | 2:0 (1:0) | Bandera de Malta               | Malta               |
| 20 de noviembre de 2023 | Skopie     | 10      | Macedonia del Norte | Bandera de Macedonia del Norte | 1:1 (1:0) | Bandera de Inglaterra          | Inglaterra          |

#### Italia vs. Inglaterra
| 23 de marzo de 2023 | Italia      | 1:2 (0:2) | Inglaterra                   | Estadio Diego Armando Maradona, Nápoles                                             |                                                                                     |
| 20:45 (UTC+1)       | Retegui 56' | Reporte   | - Rice 13' - Kane 44' (pen.) | Asistencia: 44 536 espectadores Árbitro(s): Srđan Jovanović VAR: Tomasz Kwiatkowski | Asistencia: 44 536 espectadores Árbitro(s): Srđan Jovanović VAR: Tomasz Kwiatkowski |

| Uniformes | Uniformes |
| --------- | --------- |
|           |           |

#### Inglaterra vs. Ucrania
| 26 de marzo de 2023 | Inglaterra            | 2:0 (2:0) | Ucrania | Estadio de Wembley, Londres                                                      |                                                                                  |
| 17:00 (UTC+1)       | - Kane 37' - Saka 40' | Reporte   |         | Asistencia: 83 947 espectadores Árbitro(s): Serdar Gözübüyük VAR: Pol van Boekel | Asistencia: 83 947 espectadores Árbitro(s): Serdar Gözübüyük VAR: Pol van Boekel |

| Uniformes | Uniformes |
| --------- | --------- |
|           |           |

#### Malta vs. Inglaterra
| 16 de junio de 2023 | Malta | 0:4 (0:3) | Inglaterra                                                                    | Estadio Nacional, Ta' Qali                                               |                                                                          |
| 20:45 (UTC+2)       |       | Reporte   | - Apap 8' (a.g.) - Alexander-Arnold 28' - Kane 31' (pen.) - Wilson 83' (pen.) | Asistencia: 16 277 espectadores Árbitro(s): Igor Pajač VAR: Duje Strukan | Asistencia: 16 277 espectadores Árbitro(s): Igor Pajač VAR: Duje Strukan |

| Uniformes | Uniformes |
| --------- | --------- |
|           |           |

#### Inglaterra vs. Macedonia del Norte
| 19 de junio de 2023 | Inglaterra                                                                | 7:0 (3:0) | Macedonia del Norte | Old Trafford, Mánchester                                                      |                                                                               |
| 19:45 (UTC+1)       | - Kane 29', 73' (pen.) - Saka 38', 47', 51' - Rashford 45' - Phillips 64' | Reporte   |                     | Asistencia: 70 708 espectadores Árbitro(s): István Kovács VAR: Pol van Boekel | Asistencia: 70 708 espectadores Árbitro(s): István Kovács VAR: Pol van Boekel |

| Uniformes | Uniformes |
| --------- | --------- |
|           |           |

#### Ucrania vs. Inglaterra
| 9 de septiembre de 2023 | Ucrania       | 1:1 (1:1) | Inglaterra | Estadio Municipal, Breslavia (Polonia)                                          |                                                                                 |
| 18:00 (UTC+2)           | Zinchenko 26' | Reporte   | Walker 41' | Asistencia: 39 000 espectadores Árbitro(s): Georgi Kabakov VAR: Ivaylo Stoyanov | Asistencia: 39 000 espectadores Árbitro(s): Georgi Kabakov VAR: Ivaylo Stoyanov |

| Uniformes | Uniformes |
| --------- | --------- |
|           |           |

#### Inglaterra vs. Italia
| 17 de octubre de 2023 | Inglaterra                            | 3:1 (1:1) | Italia       | Estadio de Wembley, Londres                                                    |                                                                                |
| 19:45 (UTC+1)         | - Kane 32' (pen.), 77' - Rashford 57' | Reporte   | Scamacca 15' | Asistencia: 83 194 espectadores Árbitro(s): Clément Turpin VAR: Jérôme Brisard | Asistencia: 83 194 espectadores Árbitro(s): Clément Turpin VAR: Jérôme Brisard |

| Uniformes | Uniformes |
| --------- | --------- |
|           |           |

#### Inglaterra vs. Malta
| 17 de noviembre de 2023 | Inglaterra                  | 2:0 (1:0) | Malta | Estadio de Wembley, Londres                                               |                                                                           |
| 19:45 (UTC+0)           | - Pepe 8' (a.g.) - Kane 75' | Reporte   |       | Asistencia: 81 388 espectadores Árbitro(s): Luis Godinho VAR: Hugo Miguel | Asistencia: 81 388 espectadores Árbitro(s): Luis Godinho VAR: Hugo Miguel |

| Uniformes | Uniformes |
| --------- | --------- |
|           |           |

#### Macedonia del Norte vs. Inglaterra
| 20 de noviembre de 2023 | Macedonia del Norte | 1:1 (1:0) | Inglaterra          | Toše Proeski Arena, Skopie                                                 |                                                                            |
| 20:45 (UTC+1)           | Bardhi 41'          | Reporte   | Atanasov 59' (a.g.) | Asistencia: 27 982 espectadores Árbitro(s): Filip Glova VAR: Michal Ocenáš | Asistencia: 27 982 espectadores Árbitro(s): Filip Glova VAR: Michal Ocenáš |

| Uniformes | Uniformes |
| --------- | --------- |
|           |           |

## Preparación

### Amistosos de preparación
| Fecha                    | Ciudad              | Competición |            |                       | Resultado |                                 |                      |
| ------------------------ | ------------------- | ----------- | ---------- | --------------------- | --------- | ------------------------------- | -------------------- |
| 12 de septiembre de 2023 | Glasgow             | Amistoso    | Escocia    | Bandera de Escocia    | 1:3 (0:2) | Bandera de Inglaterra           | Inglaterra           |
| 13 de octubre de 2023    | Londres             | Amistoso    | Inglaterra | Bandera de Inglaterra | 1:0 (0:0) | Bandera de Australia            | Australia            |
| 23 de marzo de 2024      | Londres             | Amistoso    | Inglaterra | Bandera de Inglaterra | 0:1 (0:0) | Bandera de Brasil               | Brasil               |
| 26 de marzo de 2024      | Londres             | Amistoso    | Inglaterra | Bandera de Inglaterra | 2:2 (1:2) | Bandera de Bélgica              | Bélgica              |
| 3 de junio de 2024       | Newcastle upon Tyne | Amistoso    | Inglaterra | Bandera de Inglaterra | 3:0 (0:0) | Bandera de Bosnia y Herzegovina | Bosnia y Herzegovina |
| 7 de junio de 2024       | Londres             | Amistoso    | Inglaterra | Bandera de Inglaterra | 0:1 (0:1) | Bandera de Islandia             | Islandia             |

### Amistosos previos
| 12 de septiembre de 2023 | Escocia       | 1:3 (0:2) | Inglaterra                              | Hampden Park, Glasgow                                    |                                                          |
| 19:45 (UTC+1)            | - Maguire 67' | Reporte   | - Foden 32' - Bellingham 35' - Kane 81' | Asistencia: 51 000 espectadores Árbitro(s): Davide Massa | Asistencia: 51 000 espectadores Árbitro(s): Davide Massa |

| Uniformes | Uniformes |
| --------- | --------- |
|           |           |

| 13 de octubre de 2023 | Inglaterra    | 1:0 (0:0) | Australia | Estadio Wembley, Londres                                       |                                                                |
| 19:45 (UTC+1)         | - Watkins 57' | Reporte   |           | Asistencia: 81 116 espectadores Árbitro(s): Stéphanie Frappart | Asistencia: 81 116 espectadores Árbitro(s): Stéphanie Frappart |

| Uniformes | Uniformes |
| --------- | --------- |
|           |           |

| 23 de marzo de 2024 | Inglaterra | 0:1 (0:0) | Brasil        | Estadio Wembley, Londres                               |                                                        |
| 19:00 (UTC+0)       |            | Reporte   | - Endrick 80' | Asistencia: 83 664 espectadores Árbitro(s): Artur Dias | Asistencia: 83 664 espectadores Árbitro(s): Artur Dias |

| Uniformes | Uniformes |
| --------- | --------- |
|           |           |

| 26 de marzo de 2024 | Inglaterra                            | 2:2 (1:2) | Bélgica              | Estadio Wembley, Londres                                       |                                                                |
| 19:45 (UTC+0)       | - Toney 17' (pen.) - Bellingham 90+5' | Reporte   | - Tielemans 11', 36' | Asistencia: 80 733 espectadores Árbitro(s): Sebastian Gishamer | Asistencia: 80 733 espectadores Árbitro(s): Sebastian Gishamer |

| Uniformes | Uniformes |
| --------- | --------- |
|           |           |

| 3 de julio de 2024 | Inglaterra                                  | 3:0 (0:0) | Bosnia y Herzegovina | St James' Park, Newcastle upon Tyne                     |                                                         |
| 19:45 (UTC+1)      | - Palmer 60' (pen.) - Arlond 85' - Kane 89' | Reporte   |                      | Asistencia: 50 061 espectadores Árbitro(s): Rohit Saggi | Asistencia: 50 061 espectadores Árbitro(s): Rohit Saggi |

| Uniformes | Uniformes |
| --------- | --------- |
|           |           |

| 7 de julio de 2024 | Inglaterra | 0:1 (0:1) | Islandia           | Estadio Wembley, Londres                                 |                                                          |
| 19:45 (UTC+1)      |            | Reporte   | - Þorsteinsson 12' | Asistencia: 81 410 espectadores Árbitro(s): Davide Massa | Asistencia: 81 410 espectadores Árbitro(s): Davide Massa |

| Uniformes | Uniformes |
| --------- | --------- |
|           |           |

## Plantel

### Lista de convocados
Entrenador:  Gareth Southgate
El 21 de mayo de 2024, la selección inglesa llamó a 33 jugadores para la lista preliminar y los entrenamientos previos a la competición. Días más tarde, el 6 de junio, tanto Gareth Southgate como la Football Association anunciaron la lista final para la competencia. Jarrad Branthwaite, Jack Grealish, Harry Maguire, James Trafford, Jarell Quansah, James Maddison y Curtis Jones fueron las últimas bajas de la convocatoria.
| No. | Pos. | Jugador                | Fecha de nacimiento (edad)         | Apa. | Goles | Club                   |
| --- | ---- | ---------------------- | ---------------------------------- | ---- | ----- | ---------------------- |
| 1   | POR  | Jordan Pickford        | 7 de marzo de 1994 (30 años)       | 61   | 0     | Everton                |
| 2   | DEF  | Kyle Walker            | 28 de mayo de 1990 (34 años)       | 83   | 1     | Manchester City        |
| 3   | DEF  | Luke Shaw              | 12 de julio de 1995 (28 años)      | 31   | 3     | Manchester United      |
| 4   | MED  | Declan Rice            | 14 de enero de 1999 (25 años)      | 51   | 3     | Arsenal                |
| 5   | DEF  | John Stones            | 28 de mayo de 1994 (30 años)       | 72   | 3     | Manchester City        |
| 6   | DEF  | Marc Guéhi             | 13 de julio de 2000 (23 años)      | 11   | 0     | Crystal Palace         |
| 7   | DEL  | Bukayo Saka            | 5 de septiembre de 2001 (22 años)  | 33   | 11    | Arsenal                |
| 8   | MED  | Trent Alexander-Arnold | 7 de octubre de 1998 (25 años)     | 25   | 3     | Liverpool              |
| 9   | DEL  | Harry Kane             | 28 de julio de 1993 (30 años)      | 91   | 63    | Bayern de Múnich       |
| 10  | MED  | Jude Bellingham        | 29 de junio de 2003 (20 años)      | 29   | 3     | Real Madrid            |
| 11  | DEL  | Phil Foden             | 28 de mayo de 2000 (24 años)       | 34   | 4     | Manchester City        |
| 12  | DEF  | Kieran Trippier        | 19 de septiembre de 1990 (33 años) | 48   | 1     | Newcastle United       |
| 13  | POR  | Aaron Ramsdale         | 14 de mayo de 1998 (26 años)       | 5    | 0     | Arsenal                |
| 14  | DEF  | Ezri Konsa             | 23 de octubre de 1997 (26 años)    | 4    | 0     | Aston Villa            |
| 15  | DEF  | Lewis Dunk             | 21 de noviembre de 1991 (32 años)  | 6    | 0     | Brighton & Hove Albion |
| 16  | MED  | Conor Gallagher        | 6 de febrero de 2000 (24 años)     | 13   | 0     | Chelsea                |
| 17  | DEL  | Ivan Toney             | 16 de marzo de 1996 (28 años)      | 3    | 1     | Brentford              |
| 18  | DEL  | Anthony Gordon         | 24 de febrero de 2001 (23 años)    | 3    | 0     | Newcastle United       |
| 19  | DEL  | Ollie Watkins          | 30 de diciembre de 1995 (28 años)  | 12   | 3     | Aston Villa            |
| 20  | DEL  | Jarrod Bowen           | 20 de diciembre de 1996 (27 años)  | 8    | 0     | West Ham United        |
| 21  | MED  | Eberechi Eze           | 29 de junio de 1998 (25 años)      | 4    | 0     | Crystal Palace         |
| 22  | DEF  | Joe Gomez              | 23 de mayo de 1997 (27 años)       | 15   | 0     | Liverpool              |
| 23  | POR  | Dean Henderson         | 12 de marzo de 1997 (27 años)      | 1    | 0     | Crystal Palace         |
| 24  | DEL  | Cole Palmer            | 6 de mayo de 2002 (22 años)        | 4    | 1     | Chelsea                |
| 25  | MED  | Adam Wharton           | 6 de febrero de 2004 (20 años)     | 1    | 0     | Crystal Palace         |
| 26  | MED  | Kobbie Mainoo          | 19 de abril de 2005 (19 años)      | 3    | 0     | Manchester United      |

## Torneo
Tras el sorteo celebrado en Hamburgo el 23 de marzo de 2024 Inglaterra quedó integrada en un Grupo C en el que también estarán Eslovenia, Dinamarca y Inglaterra.

### Partidos
| Fecha       | Ciudad        | Instancia        |              |                             | Resultado               |                       |            |
| ----------- | ------------- | ---------------- | ------------ | --------------------------- | ----------------------- | --------------------- | ---------- |
| 16 de junio | Gelsenkirchen | Fase de grupos   | Serbia       | Bandera de Serbia           | 0:1 (0:1)               | Bandera de Inglaterra | Inglaterra |
| 20 de junio | Fráncfort     | Fase de grupos   | Dinamarca    | Bandera de Dinamarca        | 1:1 (1:1)               | Bandera de Inglaterra | Inglaterra |
| 25 de junio | Colonia       | Fase de grupos   | Inglaterra   | Bandera de Inglaterra       | 0:0                     | Bandera de Eslovenia  | Eslovenia  |
| 30 de junio | Gelsenkirchen | Octavos de final | Inglaterra   | Bandera de Inglaterra       | 2:1 (1:1, 0:1) (t.s.)   | Bandera de Eslovaquia | Eslovaquia |
| 6 de julio  | Düsseldorf    | Cuartos de final | Inglaterra   | Bandera de Inglaterra       | 1:1 (1:1, 0:0) (5:3 p.) | Bandera de Suiza      | Suiza      |
| 10 de julio | Dortmund      | Semifinales      | Países Bajos | Bandera de los Países Bajos | 1:2 (1:1)               | Bandera de Inglaterra | Inglaterra |
| 14 de julio | Berlín        | Final            | España       | Bandera de España           | 2:1 (0:0)               | Bandera de Inglaterra | Inglaterra |

### Primera fase
| Equipo     | Pts | PJ | PG | PE | PP | GF | GC | Dif |
| ---------- | --- | -- | -- | -- | -- | -- | -- | --- |
| Inglaterra | 5   | 3  | 1  | 2  | 0  | 2  | 1  | 1   |
| Dinamarca  | 3   | 3  | 0  | 3  | 0  | 2  | 2  | 0   |
| Eslovenia  | 3   | 3  | 0  | 3  | 0  | 2  | 2  | 0   |
| Serbia     | 2   | 3  | 0  | 2  | 1  | 1  | 1  | −1  |

|  | Clasificados a los Octavos de final.          |
|  | Posible clasificación a los Octavos de final. |

#### Serbia vs. Inglaterra
| 16 de junio de 2024, 21:00                                    | Serbia | 0:1 (0:1) | Inglaterra     | Arena AufSchalke, Gelsenkirchen                                                     |                                                                                     |
|                                                               |        | Reporte   | Bellingham 13' | Asistencia: 48 953 espectadores Árbitro(s): Daniele Orsato VAR: Massimiliano Irrati | Asistencia: 48 953 espectadores Árbitro(s): Daniele Orsato VAR: Massimiliano Irrati |
| Debut de Serbia en una Eurocopa como selección independiente. |        |           |                |                                                                                     |                                                                                     |

| 1          | Guardameta     | Predrag Rajković        |     |
| 13         | Defensa        | Miloš Veljković         |     |
| 4          | Defensa        | Nikola Milenković       |     |
| 2          | Defensa        | Strahinja Pavlović      |     |
| 14         | Centrocampista | Andrija Živković        | 74' |
| 20         | Centrocampista | Sergej Milinković-Savić |     |
| 6          | Centrocampista | Nemanja Gudelj          | 46' |
| 22         | Centrocampista | Saša Lukić              | 61' |
| 11         | Centrocampista | Filip Kostić            | 43' |
| 7          | Centrocampista | Dušan Vlahović          | 78' |
| 9          | Delantero      | Aleksandar Mitrović     | 61' |
| Entrenador | Entrenador     | Dragan Stojković        |     |

| 1          | Guardameta     | Jordan Pickford        |     |
| 2          | Defensa        | Kyle Walker            |     |
| 5          | Defensa        | John Stones            |     |
| 6          | Defensa        | Marc Guéhi             |     |
| 12         | Defensa        | Kieran Trippier        |     |
| 8          | Centrocampista | Trent Alexander-Arnold | 69' |
| 4          | Centrocampista | Declan Rice            |     |
| 7          | Centrocampista | Bukayo Saka            | 76' |
| 10         | Centrocampista | Jude Bellingham        | 86' |
| 11         | Centrocampista | Phil Foden             |     |
| 9          | Delantero      | Harry Kane             |     |
| Entrenador | Entrenador     | Luciano Spalletti      |     |

| 25 | Defensa        | Filip Mladenović   | 43' |
| 17 | Centrocampista | Ivan Ilić          | 46' |
| 10 | Centrocampista | Dušan Tadić        | 61' |
| 8  | Delantero      | Luka Jović         | 61' |
| 26 | Centrocampista | Veljko Birmančević | 74' |

| 16 | Centrocampista | Conor Gallagher | 69' |
| 20 | Delantero      | Jarrod Bowen    | 76' |
| 26 | Centrocampista | Kobbie Mainoo   | 86' |

| Anotado | 13' | Jude Bellingham | 0:1 |

| Amonestado | 39' | Nemanja Gudelj   |
| Amonestado | 75' | Dušan Tadić      |
| Amonestado | 83' | Dragan Stojković |

| Árbitro                                            | Daniele Orsato        |
| Árbitros asistentes                                | Ciro Carbone          |
| Árbitros asistentes                                | Alessandro Giallatini |
| Cuarto árbitro                                     | Ivan Kružliak         |
| Quinto árbitro                                     | Branislav Hancko      |
| Árbitro asistente de video                         | Massimiliano Irrati   |
| Árbitros asistentes del árbitro asistente de video | Paolo Valeri          |
| Árbitros asistentes del árbitro asistente de video | Cătălin Popa          |

| 1          | Guardameta     | Predrag Rajković        |     |
| 13         | Defensa        | Miloš Veljković         |     |
| 4          | Defensa        | Nikola Milenković       |     |
| 2          | Defensa        | Strahinja Pavlović      |     |
| 14         | Centrocampista | Andrija Živković        | 74' |
| 20         | Centrocampista | Sergej Milinković-Savić |     |
| 6          | Centrocampista | Nemanja Gudelj          | 46' |
| 22         | Centrocampista | Saša Lukić              | 61' |
| 11         | Centrocampista | Filip Kostić            | 43' |
| 7          | Centrocampista | Dušan Vlahović          | 78' |
| 9          | Delantero      | Aleksandar Mitrović     | 61' |
| Entrenador | Entrenador     | Dragan Stojković        |     |

| 1          | Guardameta     | Jordan Pickford        |     |
| 2          | Defensa        | Kyle Walker            |     |
| 5          | Defensa        | John Stones            |     |
| 6          | Defensa        | Marc Guéhi             |     |
| 12         | Defensa        | Kieran Trippier        |     |
| 8          | Centrocampista | Trent Alexander-Arnold | 69' |
| 4          | Centrocampista | Declan Rice            |     |
| 7          | Centrocampista | Bukayo Saka            | 76' |
| 10         | Centrocampista | Jude Bellingham        | 86' |
| 11         | Centrocampista | Phil Foden             |     |
| 9          | Delantero      | Harry Kane             |     |
| Entrenador | Entrenador     | Luciano Spalletti      |     |

| 25 | Defensa        | Filip Mladenović   | 43' |
| 17 | Centrocampista | Ivan Ilić          | 46' |
| 10 | Centrocampista | Dušan Tadić        | 61' |
| 8  | Delantero      | Luka Jović         | 61' |
| 26 | Centrocampista | Veljko Birmančević | 74' |

| 16 | Centrocampista | Conor Gallagher | 69' |
| 20 | Delantero      | Jarrod Bowen    | 76' |
| 26 | Centrocampista | Kobbie Mainoo   | 86' |

| Anotado | 13' | Jude Bellingham | 0:1 |

| Amonestado | 39' | Nemanja Gudelj   |
| Amonestado | 75' | Dušan Tadić      |
| Amonestado | 83' | Dragan Stojković |

| Árbitro                                            | Daniele Orsato        |
| Árbitros asistentes                                | Ciro Carbone          |
| Árbitros asistentes                                | Alessandro Giallatini |
| Cuarto árbitro                                     | Ivan Kružliak         |
| Quinto árbitro                                     | Branislav Hancko      |
| Árbitro asistente de video                         | Massimiliano Irrati   |
| Árbitros asistentes del árbitro asistente de video | Paolo Valeri          |
| Árbitros asistentes del árbitro asistente de video | Cătălin Popa          |

| Estadísticas      | Bandera de Serbia | Bandera de Inglaterra |
| Tiros             | 6                 | 5                     |
| Tiros a puerta    | 1                 | 3                     |
| Faltas            | 19                | 8                     |
| Saques de esquina | 2                 | 1                     |
| Penaltis          | 0                 | 0                     |
| Fueras de juego   | 0                 | 1                     |
| Posesión de balón | 47%               | 53%                   |

#### Dinamarca vs. Inglaterra
| 20 de junio de 2024, 18:00 | Dinamarca    | 1:1 (1:1) | Inglaterra | Frankfurt Arena, Fráncfort                                                |                                                                           |
|                            | Hjulmand 34' | Reporte   | Kane 18'   | Asistencia: 46 177 espectadores Árbitro(s): Artur Dias VAR: Tiago Martins | Asistencia: 46 177 espectadores Árbitro(s): Artur Dias VAR: Tiago Martins |

| 1          | Guardameta     | Kasper Schmeichel     |     |
| 2          | Defensa        | Joachim Andersen      |     |
| 6          | Defensa        | Andreas Christensen   |     |
| 3          | Defensa        | Jannik Vestergaard    |     |
| 5          | Centrocampista | Joakim Mæhle          |     |
| 21         | Centrocampista | Morten Hjulmand       | 82' |
| 23         | Centrocampista | Pierre-Emile Højbjerg |     |
| 17         | Centrocampista | Victor Kristiansen    | 57' |
| 10         | Centrocampista | Christian Eriksen     | 82' |
| 9          | Delantero      | Rasmus Højlund        | 67' |
| 19         | Delantero      | Breel Embolo          | 57' |
| Entrenador | Entrenador     | Kasper Hjulmand       |     |

| 1          | Guardameta     | Jordan Pickford        |     |
| 2          | Defensa        | Kyle Walker            |     |
| 5          | Defensa        | John Stones            |     |
| 6          | Defensa        | Marc Guéhi             |     |
| 12         | Defensa        | Kieran Trippier        |     |
| 8          | Centrocampista | Trent Alexander-Arnold | 54' |
| 4          | Centrocampista | Declan Rice            |     |
| 7          | Centrocampista | Bukayo Saka            | 70' |
| 10         | Centrocampista | Jude Bellingham        |     |
| 11         | Centrocampista | Phil Foden             | 69' |
| 9          | Delantero      | Harry Kane             | 69' |
| Entrenador | Entrenador     | Gareth Southgate       |     |

| 18 | Defensa        | Alexander Bah      | 57' |
| 14 | Centrocampista | Mikkel Damsgaard   | 57' |
| 20 | Delantero      | Yussuf Poulsen     | 67' |
| 15 | Centrocampista | Christian Nørgaard | 82' |
| 11 | Delantero      | Andreas Skov Olsen | 82' |

| 16 | Centrocampista | Conor Gallagher | 54' |
| 19 | Delantero      | Ollie Watkins   | 69' |
| 20 | Delantero      | Jarrod Bowen    | 69' |
| 21 | Centrocampista | Eberechi Eze    | 70' |

| Anotado | 34' | Morten Hjulmand | 1:1 |

| Anotado | 18' | Harry Kane | 0:1 |

| Amonestado | 27' | Jannik Vestergaard |
| Amonestado | 73' | Joakim Mæhle       |
| Amonestado | 87' | Christian Nørgaard |

| Amonestado | 61' | Conor Gallagher |

| Árbitro                                            | Arturo Dias                        |
| Árbitros asistentes                                | Paulo Soares                       |
| Árbitros asistentes                                | Pedro Ribeiro                      |
| Cuarto árbitro                                     | Mykola Balakin                     |
| Quinto árbitro                                     | Oleksandr Berkut                   |
| Árbitro asistente de video                         | Tiago Martins                      |
| Árbitros asistentes del árbitro asistente de video | Alejandro José Hernández Hernández |
| Árbitros asistentes del árbitro asistente de video | Juan Martínez Munuera              |

| 1          | Guardameta     | Kasper Schmeichel     |     |
| 2          | Defensa        | Joachim Andersen      |     |
| 6          | Defensa        | Andreas Christensen   |     |
| 3          | Defensa        | Jannik Vestergaard    |     |
| 5          | Centrocampista | Joakim Mæhle          |     |
| 21         | Centrocampista | Morten Hjulmand       | 82' |
| 23         | Centrocampista | Pierre-Emile Højbjerg |     |
| 17         | Centrocampista | Victor Kristiansen    | 57' |
| 10         | Centrocampista | Christian Eriksen     | 82' |
| 9          | Delantero      | Rasmus Højlund        | 67' |
| 19         | Delantero      | Breel Embolo          | 57' |
| Entrenador | Entrenador     | Kasper Hjulmand       |     |

| 1          | Guardameta     | Jordan Pickford        |     |
| 2          | Defensa        | Kyle Walker            |     |
| 5          | Defensa        | John Stones            |     |
| 6          | Defensa        | Marc Guéhi             |     |
| 12         | Defensa        | Kieran Trippier        |     |
| 8          | Centrocampista | Trent Alexander-Arnold | 54' |
| 4          | Centrocampista | Declan Rice            |     |
| 7          | Centrocampista | Bukayo Saka            | 70' |
| 10         | Centrocampista | Jude Bellingham        |     |
| 11         | Centrocampista | Phil Foden             | 69' |
| 9          | Delantero      | Harry Kane             | 69' |
| Entrenador | Entrenador     | Gareth Southgate       |     |

| 18 | Defensa        | Alexander Bah      | 57' |
| 14 | Centrocampista | Mikkel Damsgaard   | 57' |
| 20 | Delantero      | Yussuf Poulsen     | 67' |
| 15 | Centrocampista | Christian Nørgaard | 82' |
| 11 | Delantero      | Andreas Skov Olsen | 82' |

| 16 | Centrocampista | Conor Gallagher | 54' |
| 19 | Delantero      | Ollie Watkins   | 69' |
| 20 | Delantero      | Jarrod Bowen    | 69' |
| 21 | Centrocampista | Eberechi Eze    | 70' |

| Anotado | 34' | Morten Hjulmand | 1:1 |

| Anotado | 18' | Harry Kane | 0:1 |

| Amonestado | 27' | Jannik Vestergaard |
| Amonestado | 73' | Joakim Mæhle       |
| Amonestado | 87' | Christian Nørgaard |

| Amonestado | 61' | Conor Gallagher |

| Árbitro                                            | Arturo Dias                        |
| Árbitros asistentes                                | Paulo Soares                       |
| Árbitros asistentes                                | Pedro Ribeiro                      |
| Cuarto árbitro                                     | Mykola Balakin                     |
| Quinto árbitro                                     | Oleksandr Berkut                   |
| Árbitro asistente de video                         | Tiago Martins                      |
| Árbitros asistentes del árbitro asistente de video | Alejandro José Hernández Hernández |
| Árbitros asistentes del árbitro asistente de video | Juan Martínez Munuera              |

| Estadísticas      | Bandera de Dinamarca | Bandera de Inglaterra |
| Tiros             | 16                   | 11                    |
| Tiros a puerta    | 7                    | 4                     |
| Faltas            | 13                   | 5                     |
| Saques de esquina | 4                    | 2                     |
| Penaltis          | 0                    | 0                     |
| Fueras de juego   | 4                    | 0                     |
| Posesión de balón | 46%                  | 54%                   |

#### Inglaterra vs. Eslovenia
| 25 de junio de 2024, 21:00                                                 | Inglaterra | 0:0     | Eslovenia | Cologne Stadium, Colonia                                                       |                                                                                |
|                                                                            |            | Reporte |           | Asistencia: 41 536 espectadores Árbitro(s): Clément Turpin VAR: Jérôme Brisard | Asistencia: 41 536 espectadores Árbitro(s): Clément Turpin VAR: Jérôme Brisard |
| Primera clasificación de Eslovenia a los octavos de final de una Eurocopa. |            |         |           |                                                                                |                                                                                |

| 1          | Guardameta     | Jordan Pickford  |     |
| 2          | Defensa        | Kyle Walker      |     |
| 5          | Defensa        | John Stones      |     |
| 6          | Defensa        | Marc Guéhi       |     |
| 12         | Defensa        | Kieran Trippier  | 84' |
| 16         | Centrocampista | Conor Gallagher  | 46' |
| 4          | Centrocampista | Declan Rice      |     |
| 7          | Centrocampista | Bukayo Saka      | 71' |
| 10         | Centrocampista | Jude Bellingham  |     |
| 11         | Centrocampista | Phil Foden       | 89' |
| 9          | Delantero      | Harry Kane       |     |
| Entrenador | Entrenador     | Gareth Southgate |     |

| 1          | Guardameta     | Jan Oblak         |       |
| 2          | Defensa        | Žan Karničnik     |       |
| 21         | Defensa        | Vanja Drkušić     |       |
| 6          | Defensa        | Jaka Bijol        |       |
| 13         | Defensa        | Erik Janža        | 90+1' |
| 20         | Centrocampista | Petar Stojanović  |       |
| 22         | Centrocampista | Adam Gnezda Čerin |       |
| 10         | Centrocampista | Timi Max Elšnik   |       |
| 17         | Centrocampista | Jan Mlakar        | 87'   |
| 9          | Delantero      | Andraž Šporar     | 86'   |
| 11         | Delantero      | Benjamin Šeško    | 75'   |
| Entrenador | Entrenador     | Matjaž Kek        |       |

| 26 | Centrocampista | Kobbie Mainoo          | 46' |
| 24 | Centrocampista | Cole Palmer            | 71' |
| 8  | Defensa        | Trent Alexander-Arnold | 84' |
| 18 | Delantero      | Anthony Gordon         | 89' |

| 26 | Delantero      | Josip Iličić         | 75'   |
| 5  | Centrocampista | Jon Gorenc Stanković | 86'   |
| 19 | Delantero      | Žan Celar            | 86'   |
| 3  | Defensa        | Jure Balkovec        | 90+1' |

| Amonestado | 17' | Kieran Trippier |
| Amonestado | 68' | Marc Guéhi      |
| Amonestado | 77' | Phil Foden      |

| Amonestado | 22' | Erik Janža |
| Amonestado | 72' | Jaka Bijol |

| Árbitro                                            | Clément Turpin      |
| Árbitros asistentes                                | Nicolas Danos       |
| Árbitros asistentes                                | Benjamin Pagès      |
| Cuarto árbitro                                     | Halil Umut Meler    |
| Quinto árbitro                                     | Mustafa Emre Eyisoy |
| Árbitro asistente de video                         | Jérôme Brisard      |
| Árbitros asistentes del árbitro asistente de video | Willy Delajod       |
| Árbitros asistentes del árbitro asistente de video | Rob Dieperink       |

| 1          | Guardameta     | Jordan Pickford  |     |
| 2          | Defensa        | Kyle Walker      |     |
| 5          | Defensa        | John Stones      |     |
| 6          | Defensa        | Marc Guéhi       |     |
| 12         | Defensa        | Kieran Trippier  | 84' |
| 16         | Centrocampista | Conor Gallagher  | 46' |
| 4          | Centrocampista | Declan Rice      |     |
| 7          | Centrocampista | Bukayo Saka      | 71' |
| 10         | Centrocampista | Jude Bellingham  |     |
| 11         | Centrocampista | Phil Foden       | 89' |
| 9          | Delantero      | Harry Kane       |     |
| Entrenador | Entrenador     | Gareth Southgate |     |

| 1          | Guardameta     | Jan Oblak         |       |
| 2          | Defensa        | Žan Karničnik     |       |
| 21         | Defensa        | Vanja Drkušić     |       |
| 6          | Defensa        | Jaka Bijol        |       |
| 13         | Defensa        | Erik Janža        | 90+1' |
| 20         | Centrocampista | Petar Stojanović  |       |
| 22         | Centrocampista | Adam Gnezda Čerin |       |
| 10         | Centrocampista | Timi Max Elšnik   |       |
| 17         | Centrocampista | Jan Mlakar        | 87'   |
| 9          | Delantero      | Andraž Šporar     | 86'   |
| 11         | Delantero      | Benjamin Šeško    | 75'   |
| Entrenador | Entrenador     | Matjaž Kek        |       |

| 26 | Centrocampista | Kobbie Mainoo          | 46' |
| 24 | Centrocampista | Cole Palmer            | 71' |
| 8  | Defensa        | Trent Alexander-Arnold | 84' |
| 18 | Delantero      | Anthony Gordon         | 89' |

| 26 | Delantero      | Josip Iličić         | 75'   |
| 5  | Centrocampista | Jon Gorenc Stanković | 86'   |
| 19 | Delantero      | Žan Celar            | 86'   |
| 3  | Defensa        | Jure Balkovec        | 90+1' |

| Amonestado | 17' | Kieran Trippier |
| Amonestado | 68' | Marc Guéhi      |
| Amonestado | 77' | Phil Foden      |

| Amonestado | 22' | Erik Janža |
| Amonestado | 72' | Jaka Bijol |

| Árbitro                                            | Clément Turpin      |
| Árbitros asistentes                                | Nicolas Danos       |
| Árbitros asistentes                                | Benjamin Pagès      |
| Cuarto árbitro                                     | Halil Umut Meler    |
| Quinto árbitro                                     | Mustafa Emre Eyisoy |
| Árbitro asistente de video                         | Jérôme Brisard      |
| Árbitros asistentes del árbitro asistente de video | Willy Delajod       |
| Árbitros asistentes del árbitro asistente de video | Rob Dieperink       |

| Estadísticas      | Bandera de Inglaterra | Bandera de Eslovenia |
| Tiros             | 12                    | 4                    |
| Tiros a puerta    | 3                     | 1                    |
| Faltas            | 11                    | 9                    |
| Saques de esquina | 6                     | 0                    |
| Penaltis          | 0                     | 0                    |
| Fueras de juego   | 2                     | 0                    |
| Posesión de balón | 72%                   | 28%                  |

### Inglaterra vs. Eslovaquia
| 30 de junio de 2024, 18:00 | Inglaterra                    | 2:1 (1:1, 0:1) (t. s.) | Eslovaquia  | Arena AufSchalke, Gelsenkirchen                                               |                                                                               |
|                            | - Bellingham 90+5' - Kane 91' | Reporte                | Schranz 25' | Asistencia: 47 244 espectadores Árbitro(s): Halil Umut Meler VAR: Marco Fritz | Asistencia: 47 244 espectadores Árbitro(s): Halil Umut Meler VAR: Marco Fritz |

| 1          | Guardameta     | Jordan Pickford  |       |
| 2          | Defensa        | Kyle Walker      |       |
| 5          | Defensa        | John Stones      |       |
| 6          | Defensa        | Marc Guéhi       |       |
| 12         | Defensa        | Kieran Trippier  | 66'   |
| 26         | Centrocampista | Kobbie Mainoo    | 84'   |
| 4          | Centrocampista | Declan Rice      |       |
| 7          | Centrocampista | Bukayo Saka      |       |
| 10         | Centrocampista | Jude Bellingham  | 106'  |
| 11         | Centrocampista | Phil Foden       | 90+4' |
| 9          | Delantero      | Harry Kane       | 106'  |
| Entrenador | Entrenador     | Gareth Southgate |       |

| 1          | Guardameta     | Martin Dúbravka   |       |
| 2          | Defensa        | Peter Pekarík     |       |
| 3          | Defensa        | Denis Vavro       |       |
| 14         | Defensa        | Milan Škriniar    |       |
| 16         | Centrocampista | Dávid Hancko      |       |
| 19         | Centrocampista | Juraj Kucka       | 81'   |
| 22         | Centrocampista | Stanislav Lobotka |       |
| 8          | Centrocampista | Ondrej Duda       | 81'   |
| 26         | Delantero      | Ivan Schranz      | 90+3' |
| 18         | Delantero      | David Strelec     | 61'   |
| 17         | Delantero      | Lukáš Haraslín    | 61'   |
| Entrenador | Entrenador     | Francesco Calzona |       |

| 24 | Delantero      | Cole Palmer     | 66'   |
| 21 | Centrocampista | Eberechi Eze    | 84'   |
| 17 | Delantero      | Ivan Toney      | 90+4' |
| 16 | Centrocampista | Conor Gallagher | 106'  |
| 14 | Defensa        | Ezri Konsa      | 106'  |

| 7  | Delantero      | Tomáš Suslov    | 61'   |
| 9  | Delantero      | Róbert Boženík  | 61'   |
| 11 | Centrocampista | László Bénes    | 81'   |
| 21 | Centrocampista | Matúš Bero      | 81'   |
| 6  | Defensa        | Norbert Gyömbér | 90+3' |

| Anotado | 90+5' | Jude Bellingham | 1:1 |
| Anotado | 91'   | Harry Kane      | 2:1 |

| Anotado | 25' | Ivan Schranz | 0:1 |

| Amonestado | 3'  | Marc Guéhi      |
| Amonestado | 7'  | Kobbie Mainoo   |
| Amonestado | 17' | Jude Bellingham |

| Amonestado | 13'   | Juraj Kucka    |
| Amonestado | 45+1' | Milan Škriniar |
| Amonestado | 77'   | Peter Pekarík  |

| Árbitro                                            | Halil Umut Meler    |
| Árbitros asistentes                                | Mustafa Emre Eyisoy |
| Árbitros asistentes                                | Kerem Ersoy         |
| Cuarto árbitro                                     | Rade Obrenović      |
| Quinto árbitro                                     | Jure Prapotnik      |
| Árbitro asistente de video                         | Marco Fritz         |
| Árbitros asistentes del árbitro asistente de video | Christian Dingert   |
| Árbitros asistentes del árbitro asistente de video | Tomasz Kwiatkowski  |

| 1          | Guardameta     | Jordan Pickford  |       |
| 2          | Defensa        | Kyle Walker      |       |
| 5          | Defensa        | John Stones      |       |
| 6          | Defensa        | Marc Guéhi       |       |
| 12         | Defensa        | Kieran Trippier  | 66'   |
| 26         | Centrocampista | Kobbie Mainoo    | 84'   |
| 4          | Centrocampista | Declan Rice      |       |
| 7          | Centrocampista | Bukayo Saka      |       |
| 10         | Centrocampista | Jude Bellingham  | 106'  |
| 11         | Centrocampista | Phil Foden       | 90+4' |
| 9          | Delantero      | Harry Kane       | 106'  |
| Entrenador | Entrenador     | Gareth Southgate |       |

| 1          | Guardameta     | Martin Dúbravka   |       |
| 2          | Defensa        | Peter Pekarík     |       |
| 3          | Defensa        | Denis Vavro       |       |
| 14         | Defensa        | Milan Škriniar    |       |
| 16         | Centrocampista | Dávid Hancko      |       |
| 19         | Centrocampista | Juraj Kucka       | 81'   |
| 22         | Centrocampista | Stanislav Lobotka |       |
| 8          | Centrocampista | Ondrej Duda       | 81'   |
| 26         | Delantero      | Ivan Schranz      | 90+3' |
| 18         | Delantero      | David Strelec     | 61'   |
| 17         | Delantero      | Lukáš Haraslín    | 61'   |
| Entrenador | Entrenador     | Francesco Calzona |       |

| 24 | Delantero      | Cole Palmer     | 66'   |
| 21 | Centrocampista | Eberechi Eze    | 84'   |
| 17 | Delantero      | Ivan Toney      | 90+4' |
| 16 | Centrocampista | Conor Gallagher | 106'  |
| 14 | Defensa        | Ezri Konsa      | 106'  |

| 7  | Delantero      | Tomáš Suslov    | 61'   |
| 9  | Delantero      | Róbert Boženík  | 61'   |
| 11 | Centrocampista | László Bénes    | 81'   |
| 21 | Centrocampista | Matúš Bero      | 81'   |
| 6  | Defensa        | Norbert Gyömbér | 90+3' |

| Anotado | 90+5' | Jude Bellingham | 1:1 |
| Anotado | 91'   | Harry Kane      | 2:1 |

| Anotado | 25' | Ivan Schranz | 0:1 |

| Amonestado | 3'  | Marc Guéhi      |
| Amonestado | 7'  | Kobbie Mainoo   |
| Amonestado | 17' | Jude Bellingham |

| Amonestado | 13'   | Juraj Kucka    |
| Amonestado | 45+1' | Milan Škriniar |
| Amonestado | 77'   | Peter Pekarík  |

| Árbitro                                            | Halil Umut Meler    |
| Árbitros asistentes                                | Mustafa Emre Eyisoy |
| Árbitros asistentes                                | Kerem Ersoy         |
| Cuarto árbitro                                     | Rade Obrenović      |
| Quinto árbitro                                     | Jure Prapotnik      |
| Árbitro asistente de video                         | Marco Fritz         |
| Árbitros asistentes del árbitro asistente de video | Christian Dingert   |
| Árbitros asistentes del árbitro asistente de video | Tomasz Kwiatkowski  |

| Estadísticas      | Bandera de Inglaterra | Bandera de Eslovaquia |
| Tiros             | 16                    | 13                    |
| Tiros a puerta    | 2                     | 3                     |
| Faltas            | 7                     | 15                    |
| Saques de esquina | 9                     | 1                     |
| Penaltis          | 0                     | 0                     |
| Fueras de juego   | 1                     | 2                     |
| Posesión de balón | 63%                   | 37%                   |

### Inglaterra vs Suiza
| 6 de julio de 2024, 18:00 | Inglaterra                                              | 1:1 (1:1, 0:0) (t. s.)(5:3 p.) | Suiza                                | Düsseldorf Arena, Düsseldorf                                                        |                                                                                     |
|                           | Saka 80'                                                | Reporte                        | Embolo 75'                           | Asistencia: 46 907 espectadores Árbitro(s): Daniele Orsato VAR: Massimiliano Irrati | Asistencia: 46 907 espectadores Árbitro(s): Daniele Orsato VAR: Massimiliano Irrati |
|                           |                                                         | Tiros desde el punto penal     |                                      |                                                                                     |                                                                                     |
|                           | - Palmer - Bellingham - Saka - Toney - Alexander-Arnold |                                | - Akanji - Schär - Shaqiri - Amdouni |                                                                                     |                                                                                     |

| 1          | Guardameta     | Jordan Pickford  |      |
| 2          | Defensa        | Kyle Walker      |      |
| 5          | Defensa        | John Stones      |      |
| 14         | Defensa        | Ezri Konsa       | 78'  |
| 12         | Centrocampista | Kieran Trippier  | 78'  |
| 26         | Centrocampista | Kobbie Mainoo    | 78'  |
| 4          | Centrocampista | Declan Rice      |      |
| 7          | Centrocampista | Bukayo Saka      |      |
| 10         | Centrocampista | Jude Bellingham  |      |
| 11         | Centrocampista | Phil Foden       | 115' |
| 9          | Delantero      | Harry Kane       | 109' |
| Entrenador | Entrenador     | Gareth Southgate |      |

| 1          | Guardameta     | Yann Sommer       |      |
| 22         | Defensa        | Fabian Schär      |      |
| 5          | Defensa        | Manuel Akanji     |      |
| 13         | Defensa        | Ricardo Rodriguez |      |
| 26         | Centrocampista | Remo Freuler      | 64'  |
| 8          | Centrocampista | Remo Freuler      | 118' |
| 10         | Centrocampista | Granit Xhaka      |      |
| 20         | Centrocampista | Michel Aebischer  | 118' |
| 19         | Delantero      | Dani Olmo         | 98'  |
| 7          | Delantero      | Dan Ndoye         | 109' |
| 17         | Delantero      | Ruben Vargas      | 64'  |
| Entrenador | Entrenador     | Murat Yakin       |      |

| 3  | Defensa        | Luke Shaw              | 78'  |
| 21 | Delantero      | Eberechi Eze           | 78'  |
| 24 | Centrocampista | Cole Palmer            | 78'  |
| 17 | Delantero      | Ivan Toney             | 109' |
| 8  | Defensa        | Trent Alexander-Arnold | 115' |

| 3  | Defensa        | Silvan Widmer   | 64'  |
| 14 | Centrocampista | Steven Zuber    | 64'  |
| 6  | Centrocampista | Denis Zakaria   | 98'  |
| 23 | Centrocampista | Xherdan Shaqiri | 109' |
| 16 | Centrocampista | Vincent Sierro  | 118' |
| 25 | Delantero      | Zeki Amdouni    | 118' |

| Anotado | 80' | Bukayo Saka | 1:1 |

| Anotado | 75' | Breel Embolo | 0:1 |

| Cole Palmer            | Acierto de penal | 1:0 |                          |                 |
|                        |                  | 1:0 | Fallo de penal (atajado) | Manuel Akanji   |
| Jude Bellingham        | Acierto de penal | 2:0 |                          |                 |
|                        |                  | 2:1 | Acierto de penal         | Fabian Schär    |
| Bukayo Saka            | Acierto de penal | 3:1 |                          |                 |
|                        |                  | 3:2 | Acierto de penal         | Xherdan Shaqiri |
| Ivan Toney             | Acierto de penal | 4:2 |                          |                 |
|                        |                  | 4:3 | Acierto de penal         | Zeki Amdouni    |
| Trent Alexander-Arnold | Acierto de penal | 5:3 |                          |                 |

| Amonestado | 67' | Harry Kane |

| Amonestado | 32' | Fabian Schär  |
| Amonestado | 85' | Silvan Widmer |

| Árbitro                                            | Daniele Orsato        |
| Árbitros asistentes                                | Ciro Carbone          |
| Árbitros asistentes                                | Alessandro Giallatini |
| Cuarto árbitro                                     | Daniel Siebert        |
| Quinto árbitro                                     | Rafael Foltyn         |
| Árbitro asistente de video                         | Massimiliano Irrati   |
| Árbitros asistentes del árbitro asistente de video | Paolo Valeri          |
| Árbitros asistentes del árbitro asistente de video | Bastian Dankert       |

| 1          | Guardameta     | Jordan Pickford  |      |
| 2          | Defensa        | Kyle Walker      |      |
| 5          | Defensa        | John Stones      |      |
| 14         | Defensa        | Ezri Konsa       | 78'  |
| 12         | Centrocampista | Kieran Trippier  | 78'  |
| 26         | Centrocampista | Kobbie Mainoo    | 78'  |
| 4          | Centrocampista | Declan Rice      |      |
| 7          | Centrocampista | Bukayo Saka      |      |
| 10         | Centrocampista | Jude Bellingham  |      |
| 11         | Centrocampista | Phil Foden       | 115' |
| 9          | Delantero      | Harry Kane       | 109' |
| Entrenador | Entrenador     | Gareth Southgate |      |

| 1          | Guardameta     | Yann Sommer       |      |
| 22         | Defensa        | Fabian Schär      |      |
| 5          | Defensa        | Manuel Akanji     |      |
| 13         | Defensa        | Ricardo Rodriguez |      |
| 26         | Centrocampista | Remo Freuler      | 64'  |
| 8          | Centrocampista | Remo Freuler      | 118' |
| 10         | Centrocampista | Granit Xhaka      |      |
| 20         | Centrocampista | Michel Aebischer  | 118' |
| 19         | Delantero      | Dani Olmo         | 98'  |
| 7          | Delantero      | Dan Ndoye         | 109' |
| 17         | Delantero      | Ruben Vargas      | 64'  |
| Entrenador | Entrenador     | Murat Yakin       |      |

| 3  | Defensa        | Luke Shaw              | 78'  |
| 21 | Delantero      | Eberechi Eze           | 78'  |
| 24 | Centrocampista | Cole Palmer            | 78'  |
| 17 | Delantero      | Ivan Toney             | 109' |
| 8  | Defensa        | Trent Alexander-Arnold | 115' |

| 3  | Defensa        | Silvan Widmer   | 64'  |
| 14 | Centrocampista | Steven Zuber    | 64'  |
| 6  | Centrocampista | Denis Zakaria   | 98'  |
| 23 | Centrocampista | Xherdan Shaqiri | 109' |
| 16 | Centrocampista | Vincent Sierro  | 118' |
| 25 | Delantero      | Zeki Amdouni    | 118' |

| Anotado | 80' | Bukayo Saka | 1:1 |

| Anotado | 75' | Breel Embolo | 0:1 |

| Cole Palmer            | Acierto de penal | 1:0 |                          |                 |
|                        |                  | 1:0 | Fallo de penal (atajado) | Manuel Akanji   |
| Jude Bellingham        | Acierto de penal | 2:0 |                          |                 |
|                        |                  | 2:1 | Acierto de penal         | Fabian Schär    |
| Bukayo Saka            | Acierto de penal | 3:1 |                          |                 |
|                        |                  | 3:2 | Acierto de penal         | Xherdan Shaqiri |
| Ivan Toney             | Acierto de penal | 4:2 |                          |                 |
|                        |                  | 4:3 | Acierto de penal         | Zeki Amdouni    |
| Trent Alexander-Arnold | Acierto de penal | 5:3 |                          |                 |

| Amonestado | 67' | Harry Kane |

| Amonestado | 32' | Fabian Schär  |
| Amonestado | 85' | Silvan Widmer |

| Árbitro                                            | Daniele Orsato        |
| Árbitros asistentes                                | Ciro Carbone          |
| Árbitros asistentes                                | Alessandro Giallatini |
| Cuarto árbitro                                     | Daniel Siebert        |
| Quinto árbitro                                     | Rafael Foltyn         |
| Árbitro asistente de video                         | Massimiliano Irrati   |
| Árbitros asistentes del árbitro asistente de video | Paolo Valeri          |
| Árbitros asistentes del árbitro asistente de video | Bastian Dankert       |

| Estadísticas      | Bandera de Inglaterra | Bandera de Suiza |
| Tiros             | 13                    | 11               |
| Tiros a puerta    | 3                     | 3                |
| Faltas            | 8                     | 13               |
| Saques de esquina | 4                     | 3                |
| Penaltis          | 0                     | 0                |
| Fueras de juego   | 3                     | 0                |
| Posesión de balón | 51%                   | 49%              |

### Países Bajos vs. Inglaterra
| 10 de julio de 2024, 21:00 | Países Bajos | 1:2 (1:1) | Inglaterra               | BVB Stadion Dortmund, Dortmund                                                |                                                                               |
|                            | - Simons 7'  | Reporte   | - Kane 18' - Watkins 90' | Asistencia: 60 926 espectadores Árbitro(s): Felix Zwayer VAR: Bastian Dankert | Asistencia: 60 926 espectadores Árbitro(s): Felix Zwayer VAR: Bastian Dankert |

| 1          | Guardameta     | Bart Verbruggen   |       |
| 22         | Defensa        | Denzel Dumfries   | 90+3' |
| 6          | Defensa        | Stefan de Vrij    |       |
| 4          | Defensa        | Virgil van Dijk   |       |
| 5          | Defensa        | Nathan Aké        |       |
| 24         | Centrocampista | Jerdy Schouten    |       |
| 7          | Centrocampista | Xavi Simons       | 90+3' |
| 14         | Centrocampista | Tijjani Reijnders |       |
| 18         | Delantero      | Donyell Malen     | 46'   |
| 10         | Delantero      | Memphis Depay     | 35'   |
| 11         | Delantero      | Cody Gakpo        |       |
| Entrenador | Entrenador     | Ronald Koeman     |       |

| 1          | Guardameta     | Jordan Pickford  |       |
| 2          | Defensa        | Kyle Walker      |       |
| 5          | Defensa        | John Stones      |       |
| 6          | Defensa        | Marc Guéhi       |       |
| 7          | Centrocampista | Bukayo Saka      | 90+3' |
| 26         | Centrocampista | Kobbie Mainoo    | 90+3' |
| 4          | Centrocampista | Declan Rice      |       |
| 12         | Centrocampista | Kieran Trippier  | 46'   |
| 10         | Centrocampista | Jude Bellingham  |       |
| 11         | Centrocampista | Phil Foden       | 81'   |
| 9          | Delantero      | Harry Kane       | 81'   |
| Entrenador | Entrenador     | Gareth Southgate |       |

| 16 | Centrocampista | Dani Vivian    | 35'   |
| 9  | Delantero      | Wout Weghorst  | 46'   |
| 19 | Centrocampista | Brian Brobbey  | 90+3' |
| 21 | Delantero      | Joshua Zirkzee | 90+3' |

| 3  | Defensa        | Luke Shaw       | 46'   |
| 24 | Delantero      | Cole Palmer     | 81'   |
| 19 | Delantero      | Ollie Watkins   | 81'   |
| 14 | Defensa        | Ezri Konsa      | 90+3' |
| 16 | Centrocampista | Conor Gallagher | 90+3' |

| Anotado | 7' | Xavi Simons | 1:0 |

| Anotado · Penal | 18' | Harry Kane    | 1:1 |
| Anotado         | 90' | Ollie Watkins | 1:2 |

| Amonestado | 17'   | Denzel Dumfries |
| Amonestado | 87'   | Virgil van Dijk |
| Amonestado | 90+1' | Xavi Simons     |

| Amonestado | 72'   | Jude Bellingham |
| Amonestado | 86'   | Bukayo Saka     |
| Amonestado | 90+4' | Jude Bellingham |

| Árbitro                                            | Felix Zwayer      |
| Árbitros asistentes                                | Stefan Lupp       |
| Árbitros asistentes                                | Marco Achmüller   |
| Cuarto árbitro                                     | Daniel Siebert    |
| Quinto árbitro                                     | Jan Seidel        |
| Árbitro asistente de video                         | Bastian Dankert   |
| Árbitros asistentes del árbitro asistente de video | Christian Dingert |
| Árbitros asistentes del árbitro asistente de video | Marco Fritz       |

| 1          | Guardameta     | Bart Verbruggen   |       |
| 22         | Defensa        | Denzel Dumfries   | 90+3' |
| 6          | Defensa        | Stefan de Vrij    |       |
| 4          | Defensa        | Virgil van Dijk   |       |
| 5          | Defensa        | Nathan Aké        |       |
| 24         | Centrocampista | Jerdy Schouten    |       |
| 7          | Centrocampista | Xavi Simons       | 90+3' |
| 14         | Centrocampista | Tijjani Reijnders |       |
| 18         | Delantero      | Donyell Malen     | 46'   |
| 10         | Delantero      | Memphis Depay     | 35'   |
| 11         | Delantero      | Cody Gakpo        |       |
| Entrenador | Entrenador     | Ronald Koeman     |       |

| 1          | Guardameta     | Jordan Pickford  |       |
| 2          | Defensa        | Kyle Walker      |       |
| 5          | Defensa        | John Stones      |       |
| 6          | Defensa        | Marc Guéhi       |       |
| 7          | Centrocampista | Bukayo Saka      | 90+3' |
| 26         | Centrocampista | Kobbie Mainoo    | 90+3' |
| 4          | Centrocampista | Declan Rice      |       |
| 12         | Centrocampista | Kieran Trippier  | 46'   |
| 10         | Centrocampista | Jude Bellingham  |       |
| 11         | Centrocampista | Phil Foden       | 81'   |
| 9          | Delantero      | Harry Kane       | 81'   |
| Entrenador | Entrenador     | Gareth Southgate |       |

| 16 | Centrocampista | Dani Vivian    | 35'   |
| 9  | Delantero      | Wout Weghorst  | 46'   |
| 19 | Centrocampista | Brian Brobbey  | 90+3' |
| 21 | Delantero      | Joshua Zirkzee | 90+3' |

| 3  | Defensa        | Luke Shaw       | 46'   |
| 24 | Delantero      | Cole Palmer     | 81'   |
| 19 | Delantero      | Ollie Watkins   | 81'   |
| 14 | Defensa        | Ezri Konsa      | 90+3' |
| 16 | Centrocampista | Conor Gallagher | 90+3' |

| Anotado | 7' | Xavi Simons | 1:0 |

| Anotado · Penal | 18' | Harry Kane    | 1:1 |
| Anotado         | 90' | Ollie Watkins | 1:2 |

| Amonestado | 17'   | Denzel Dumfries |
| Amonestado | 87'   | Virgil van Dijk |
| Amonestado | 90+1' | Xavi Simons     |

| Amonestado | 72'   | Jude Bellingham |
| Amonestado | 86'   | Bukayo Saka     |
| Amonestado | 90+4' | Jude Bellingham |

| Árbitro                                            | Felix Zwayer      |
| Árbitros asistentes                                | Stefan Lupp       |
| Árbitros asistentes                                | Marco Achmüller   |
| Cuarto árbitro                                     | Daniel Siebert    |
| Quinto árbitro                                     | Jan Seidel        |
| Árbitro asistente de video                         | Bastian Dankert   |
| Árbitros asistentes del árbitro asistente de video | Christian Dingert |
| Árbitros asistentes del árbitro asistente de video | Marco Fritz       |

| Estadísticas      | Bandera de los Países Bajos | Bandera de Inglaterra |
| Tiros             | 6                           | 9                     |
| Tiros a puerta    | 2                           | 4                     |
| Faltas            | 11                          | 6                     |
| Saques de esquina | 3                           | 0                     |
| Penaltis          | 0                           | 1                     |
| Fueras de juego   | 1                           | 4                     |
| Posesión de balón | 40%                         | 60%                   |

### España vs. Inglaterra
| 14 de julio de 2024, 21:00 | España                         | 2:1 (0:0) | Inglaterra   | Estadio Olímpico, Berlín                                                          |                                                                                   |
|                            | - Williams 47' - Oyarzabal 86' | Reporte   | - Palmer 73' | Asistencia: 65 600 espectadores Árbitro(s): François Letexier VAR: Jérôme Brisard | Asistencia: 65 600 espectadores Árbitro(s): François Letexier VAR: Jérôme Brisard |

| 23    | POR   | Unai Simón        |     |
| 2     | DEF   | Dani Carvajal     |     |
| 3     | DEF   | Robin Le Normand  | 83' |
| 14    | DEF   | Aymeric Laporte   |     |
| 24    | DEF   | Marc Cucurella    |     |
| 16    | MED   | Rodri             | 46' |
| 8     | MED   | Fabián Ruiz       |     |
| 19    | MED   | Lamine Yamal      | 89' |
| 10    | MED   | Dani Olmo         |     |
| 17    | MED   | Nico Williams     |     |
| 7     | DEL   | Álvaro Morata     | 68' |
| D. T. | D. T. | Luis de la Fuente |     |

| 1     | POR   | Jordan Pickford  |     |
| 2     | DEF   | Kyle Walker      |     |
| 5     | DEF   | John Stones      |     |
| 3     | DEF   | Luke Shaw        |     |
| 26    | MED   | Kobbie Mainoo    | 70' |
| 6     | MED   | Marc Guéhi       |     |
| 4     | MED   | Declan Rice      |     |
| 7     | MED   | Bukayo Saka      |     |
| 11    | DEL   | Phil Foden       | 89' |
| 9     | DEL   | Harry Kane       | 61' |
| 10    | DEL   | Jude Bellingham  |     |
| D. T. | D. T. | Gareth Southgate |     |

| 18 | MED | Martín Zubimendi | 46' |
| 21 | DEL | Mikel Oyarzabal  | 68' |
| 4  | DEF | Nacho            | 83' |
| 6  | MED | Mikel Merino     | 89' |

| 19 | DEL | Ollie Watkins | 61' |
| 24 | DEL | Cole Palmer   | 70' |
| 17 | DEL | Ivan Toney    | 89' |

| 47' · 86' | Nico Williams Mikel Oyarzabal | 1:0 2:1 |

| 73' | Cole Palmer | 1:1 |

| 31' | Dani Olmo |

| 25' · 53' · 90+1' | Harry Kane John Stones Ollie Watkins |

| Principal  | François Letexier  |
| Asistentes | Cyril Mugnier      |
|            | Mehdi Rahmouni     |
| Cuarto     | Szymon Marciniak   |
| Quinto     | Tomasz Listkiewicz |

| VAR            | Jérôme Brisard      |
| Asistentes VAR | Willy Delajod       |
|                | Massimiliano Irrati |

|                    |     |     |
| Tiros              | 15  | 9   |
| Tiros a puerta     | 5   | 3   |
| Faltas             | 11  | 5   |
| Saques de esquina  | 10  | 2   |
| Penaltis           | 0   | 0   |
| Fueras de juego    | 1   | 0   |
| Posesión del balón | 63% | 37% |

| Alineación inicial |

| 23    | POR   | Unai Simón        |     |
| 2     | DEF   | Dani Carvajal     |     |
| 3     | DEF   | Robin Le Normand  | 83' |
| 14    | DEF   | Aymeric Laporte   |     |
| 24    | DEF   | Marc Cucurella    |     |
| 16    | MED   | Rodri             | 46' |
| 8     | MED   | Fabián Ruiz       |     |
| 19    | MED   | Lamine Yamal      | 89' |
| 10    | MED   | Dani Olmo         |     |
| 17    | MED   | Nico Williams     |     |
| 7     | DEL   | Álvaro Morata     | 68' |
| D. T. | D. T. | Luis de la Fuente |     |

| 1     | POR   | Jordan Pickford  |     |
| 2     | DEF   | Kyle Walker      |     |
| 5     | DEF   | John Stones      |     |
| 3     | DEF   | Luke Shaw        |     |
| 26    | MED   | Kobbie Mainoo    | 70' |
| 6     | MED   | Marc Guéhi       |     |
| 4     | MED   | Declan Rice      |     |
| 7     | MED   | Bukayo Saka      |     |
| 11    | DEL   | Phil Foden       | 89' |
| 9     | DEL   | Harry Kane       | 61' |
| 10    | DEL   | Jude Bellingham  |     |
| D. T. | D. T. | Gareth Southgate |     |

| 18 | MED | Martín Zubimendi | 46' |
| 21 | DEL | Mikel Oyarzabal  | 68' |
| 4  | DEF | Nacho            | 83' |
| 6  | MED | Mikel Merino     | 89' |

| 19 | DEL | Ollie Watkins | 61' |
| 24 | DEL | Cole Palmer   | 70' |
| 17 | DEL | Ivan Toney    | 89' |

| 47' · 86' | Nico Williams Mikel Oyarzabal | 1:0 2:1 |

| 73' | Cole Palmer | 1:1 |

| 31' | Dani Olmo |

| 25' · 53' · 90+1' | Harry Kane John Stones Ollie Watkins |

| Principal  | François Letexier  |
| Asistentes | Cyril Mugnier      |
|            | Mehdi Rahmouni     |
| Cuarto     | Szymon Marciniak   |
| Quinto     | Tomasz Listkiewicz |

| VAR            | Jérôme Brisard      |
| Asistentes VAR | Willy Delajod       |
|                | Massimiliano Irrati |

|                    |     |     |
| Tiros              | 15  | 9   |
| Tiros a puerta     | 5   | 3   |
| Faltas             | 11  | 5   |
| Saques de esquina  | 10  | 2   |
| Penaltis           | 0   | 0   |
| Fueras de juego    | 1   | 0   |
| Posesión del balón | 63% | 37% |

| Alineación inicial |

| 23    | POR   | Unai Simón        |     |
| 2     | DEF   | Dani Carvajal     |     |
| 3     | DEF   | Robin Le Normand  | 83' |
| 14    | DEF   | Aymeric Laporte   |     |
| 24    | DEF   | Marc Cucurella    |     |
| 16    | MED   | Rodri             | 46' |
| 8     | MED   | Fabián Ruiz       |     |
| 19    | MED   | Lamine Yamal      | 89' |
| 10    | MED   | Dani Olmo         |     |
| 17    | MED   | Nico Williams     |     |
| 7     | DEL   | Álvaro Morata     | 68' |
| D. T. | D. T. | Luis de la Fuente |     |

| 1     | POR   | Jordan Pickford  |     |
| 2     | DEF   | Kyle Walker      |     |
| 5     | DEF   | John Stones      |     |
| 3     | DEF   | Luke Shaw        |     |
| 26    | MED   | Kobbie Mainoo    | 70' |
| 6     | MED   | Marc Guéhi       |     |
| 4     | MED   | Declan Rice      |     |
| 7     | MED   | Bukayo Saka      |     |
| 11    | DEL   | Phil Foden       | 89' |
| 9     | DEL   | Harry Kane       | 61' |
| 10    | DEL   | Jude Bellingham  |     |
| D. T. | D. T. | Gareth Southgate |     |

| 18 | MED | Martín Zubimendi | 46' |
| 21 | DEL | Mikel Oyarzabal  | 68' |
| 4  | DEF | Nacho            | 83' |
| 6  | MED | Mikel Merino     | 89' |

| 19 | DEL | Ollie Watkins | 61' |
| 24 | DEL | Cole Palmer   | 70' |
| 17 | DEL | Ivan Toney    | 89' |

| 47' · 86' | Nico Williams Mikel Oyarzabal | 1:0 2:1 |

| 73' | Cole Palmer | 1:1 |

| 31' | Dani Olmo |

| 25' · 53' · 90+1' | Harry Kane John Stones Ollie Watkins |

| Principal  | François Letexier  |
| Asistentes | Cyril Mugnier      |
|            | Mehdi Rahmouni     |
| Cuarto     | Szymon Marciniak   |
| Quinto     | Tomasz Listkiewicz |

| VAR            | Jérôme Brisard      |
| Asistentes VAR | Willy Delajod       |
|                | Massimiliano Irrati |

|                    |     |     |
| Tiros              | 15  | 9   |
| Tiros a puerta     | 5   | 3   |
| Faltas             | 11  | 5   |
| Saques de esquina  | 10  | 2   |
| Penaltis           | 0   | 0   |
| Fueras de juego    | 1   | 0   |
| Posesión del balón | 63% | 37% |

| Alineación inicial |

| 23    | POR   | Unai Simón        |     |
| 2     | DEF   | Dani Carvajal     |     |
| 3     | DEF   | Robin Le Normand  | 83' |
| 14    | DEF   | Aymeric Laporte   |     |
| 24    | DEF   | Marc Cucurella    |     |
| 16    | MED   | Rodri             | 46' |
| 8     | MED   | Fabián Ruiz       |     |
| 19    | MED   | Lamine Yamal      | 89' |
| 10    | MED   | Dani Olmo         |     |
| 17    | MED   | Nico Williams     |     |
| 7     | DEL   | Álvaro Morata     | 68' |
| D. T. | D. T. | Luis de la Fuente |     |

| 1     | POR   | Jordan Pickford  |     |
| 2     | DEF   | Kyle Walker      |     |
| 5     | DEF   | John Stones      |     |
| 3     | DEF   | Luke Shaw        |     |
| 26    | MED   | Kobbie Mainoo    | 70' |
| 6     | MED   | Marc Guéhi       |     |
| 4     | MED   | Declan Rice      |     |
| 7     | MED   | Bukayo Saka      |     |
| 11    | DEL   | Phil Foden       | 89' |
| 9     | DEL   | Harry Kane       | 61' |
| 10    | DEL   | Jude Bellingham  |     |
| D. T. | D. T. | Gareth Southgate |     |

| 18 | MED | Martín Zubimendi | 46' |
| 21 | DEL | Mikel Oyarzabal  | 68' |
| 4  | DEF | Nacho            | 83' |
| 6  | MED | Mikel Merino     | 89' |

| 19 | DEL | Ollie Watkins | 61' |
| 24 | DEL | Cole Palmer   | 70' |
| 17 | DEL | Ivan Toney    | 89' |

| 47' · 86' | Nico Williams Mikel Oyarzabal | 1:0 2:1 |

| 73' | Cole Palmer | 1:1 |

| 31' | Dani Olmo |

| 25' · 53' · 90+1' | Harry Kane John Stones Ollie Watkins |

| Principal  | François Letexier  |
| Asistentes | Cyril Mugnier      |
|            | Mehdi Rahmouni     |
| Cuarto     | Szymon Marciniak   |
| Quinto     | Tomasz Listkiewicz |

| VAR            | Jérôme Brisard      |
| Asistentes VAR | Willy Delajod       |
|                | Massimiliano Irrati |

|                    |     |     |
| Tiros              | 15  | 9   |
| Tiros a puerta     | 5   | 3   |
| Faltas             | 11  | 5   |
| Saques de esquina  | 10  | 2   |
| Penaltis           | 0   | 0   |
| Fueras de juego    | 1   | 0   |
| Posesión del balón | 63% | 37% |

| Alineación inicial |

## Nota
1. 1 2  Fair-play: Dinamarca −6, Eslovenia −7.